# 多治見市産業文化センター
多治見市産業文化センター（たじみしさんぎょうぶんかセンター、Tajimi Industory&Culture Center）は、岐阜県多治見市にある施設。通称「市民プラザ」。

## 概要
多治見市民センター跡地に1993年（平成5年）4月1日開館。900人収容の大ホールのほか商工会議所やロータリークラブなどの団体やコミュニティ放送局、起業支援センターがある。

## 施設
5階
- 大ホール（900人収容）

4階
- 多治見商工会議所
- 多治見青年会議所
- 多治見ロータリークラブ
- 多治見西ロータリークラブ
- 多治見リバーサイドロータリークラブ
- 多治見ライオンズクラブ

3階
- 大会議室（100名収容）
- 中会議室（60名収容）
- 小会議室1・2（54名収容）
- 特別会議室（16名収容）
- 和室

2階
- ミーティングルーム（10名収容）
- 企業支援ルーム
- 専用会議室
- 情報プラザ

1階
- エントランスプラザ
- イベントプラザ
- エフエムたじみ（本社及び演奏所）

地下1階
- 駐車場

## 開館時間
- 9:00 - 21:30

## 休館日
- 月曜日（祝日の場合は開館）
- 年末年始（12月29日 - 1月3日）

## 交通手段
- JR中央本線・太多線 多治見駅下車。
  - 多治見駅前バスターミナルから徒歩で約15分。
  - 東鉄バス：妻木線・瑞浪＝東駄知＝多治見線・滝呂台線・学園都市線「豊岡町3」停留所下車、徒歩で約5分。

## 周辺
- 多治見市役所
- 多治見国長邸跡
- 本町オリベストリート
- たじみ創造館
- 多治見橋
- 土岐川